# Бристоль
Бристоль (англ. Bristol; іноді Брістоль) — місто на південному заході Великої Британії, на заході Англії. Розміщене на річці Ейвон.

## Історія
Певні археологічні знахідки свідчать про існування поселень на території Бристоля ще за доби палеоліту.
В період Римського панування тут існувало поселення Абона (англ. Abona), що сполучалося з іншими містами за допомогою спеціальних римських доріг.
До ХІ століття тут існувало містечко Brycgstow, що в перекладі з староанглійської означає  місце на мості. До ХІІ століття виконувало важливу роль у торгівлі між Англією й Ірландією, оскільки знаходилося неподалік зручної гавані.
З 1373 року місту було надано певні привілеї і самоврядування, після чого у Бристолі починають розвиватися ремесла і торгівля, а також перші мануфактури. Бристоль також став стартовим пунктом для багатьох експедицій до Північної Америки. Серед них знаменита подорож Джона Кабота 1497 року.
До XIV століття Бристоль залишався третім за кількістю населення містом в Англії після Лондона і Йорка. Проте з приходом на територію Західної Європи епідемії чуми більшість населення Бристоля вимерло.
Нове піднесення економічного і культурного життя Бристоля припадає на початок XVII століття. Через завоювання англійцями нових колоній у Північній Америці й Африці дедалі більше зростає роль Бристоля у морській торгівлі Британської імперії.
Під час Другої Світової війни місто серйозно постраждало від бомбардування. Це призвело до довготривалого занепаду Бристоля.
Лише з 1980-х років починається відбудова центру міста.

## Клімат
| Клімат Filton, elevation: 48 м (157 фут), 1981–2010 normals, extremes 1958–present | Клімат Filton, elevation: 48 м (157 фут), 1981–2010 normals, extremes 1958–present | Клімат Filton, elevation: 48 м (157 фут), 1981–2010 normals, extremes 1958–present | Клімат Filton, elevation: 48 м (157 фут), 1981–2010 normals, extremes 1958–present | Клімат Filton, elevation: 48 м (157 фут), 1981–2010 normals, extremes 1958–present | Клімат Filton, elevation: 48 м (157 фут), 1981–2010 normals, extremes 1958–present | Клімат Filton, elevation: 48 м (157 фут), 1981–2010 normals, extremes 1958–present | Клімат Filton, elevation: 48 м (157 фут), 1981–2010 normals, extremes 1958–present | Клімат Filton, elevation: 48 м (157 фут), 1981–2010 normals, extremes 1958–present | Клімат Filton, elevation: 48 м (157 фут), 1981–2010 normals, extremes 1958–present | Клімат Filton, elevation: 48 м (157 фут), 1981–2010 normals, extremes 1958–present | Клімат Filton, elevation: 48 м (157 фут), 1981–2010 normals, extremes 1958–present | Клімат Filton, elevation: 48 м (157 фут), 1981–2010 normals, extremes 1958–present | Клімат Filton, elevation: 48 м (157 фут), 1981–2010 normals, extremes 1958–present |
| Показник                                                                           | Січ.                                                                               | Лют.                                                                               | Бер.                                                                               | Квіт.                                                                              | Трав.                                                                              | Черв.                                                                              | Лип.                                                                               | Серп.                                                                              | Вер.                                                                               | Жовт.                                                                              | Лист.                                                                              | Груд.                                                                              | Рік                                                                                |
| Абсолютний максимум, °C                                                            | 14,2                                                                               | 18,3                                                                               | 21,7                                                                               | 25,7                                                                               | 27,4                                                                               | 32,5                                                                               | 34,5                                                                               | 33,3                                                                               | 28,3                                                                               | 26,8                                                                               | 17,5                                                                               | 15,8                                                                               |                                                                                    |
| Середній максимум, °C                                                              | 7,8                                                                                | 7,9                                                                                | 10,5                                                                               | 13,3                                                                               | 16,6                                                                               | 19,6                                                                               | 21,5                                                                               | 21,2                                                                               | 18,6                                                                               | 14,5                                                                               | 10,6                                                                               | 8,0                                                                                | 14,2                                                                               |
| Середня температура, °C                                                            | 5,0                                                                                | 4,9                                                                                | 7,1                                                                                | 9,2                                                                                | 12,4                                                                               | 15,4                                                                               | 17,4                                                                               | 17,1                                                                               | 14,7                                                                               | 11,3                                                                               | 7,7                                                                                | 5,3                                                                                | 10,6                                                                               |
| Середній мінімум, °C                                                               | 2,2                                                                                | 1,9                                                                                | 3,7                                                                                | 5,0                                                                                | 8,1                                                                                | 11,1                                                                               | 13,2                                                                               | 13,0                                                                               | 10,8                                                                               | 8,1                                                                                | 4,8                                                                                | 2,5                                                                                | 7,0                                                                                |
| Абсолютний мінімум, °C                                                             | −14,4                                                                              | −9,7                                                                               | −8,3                                                                               | −4,7                                                                               | −2                                                                                 | 0,6                                                                                | 4,7                                                                                | 3,9                                                                                | 0,6                                                                                | −3,2                                                                               | −6,5                                                                               | −11,9                                                                              |                                                                                    |
| Середня кількість сонячних годин на місяць                                         | 58,5                                                                               | 74,8                                                                               | 112,7                                                                              | 170,8                                                                              | 199,6                                                                              | 214,7                                                                              | 217,7                                                                              | 201,8                                                                              | 149,9                                                                              | 104,8                                                                              | 69,1                                                                               | 52,7                                                                               | 1627,0                                                                             |
| Норма опадів, мм                                                                   | 82.3                                                                               | 53.8                                                                               | 58.6                                                                               | 49.3                                                                               | 62.3                                                                               | 55.2                                                                               | 54.6                                                                               | 64.2                                                                               | 68.0                                                                               | 85.4                                                                               | 82.6                                                                               | 85.9                                                                               | 802.1                                                                              |
| Днів з опадами                                                                     | 12,5                                                                               | 9,7                                                                                | 10,8                                                                               | 9,4                                                                                | 10,1                                                                               | 8,6                                                                                | 9,1                                                                                | 9,6                                                                                | 8,9                                                                                | 12,1                                                                               | 12,8                                                                               | 12,4                                                                               | 125,9                                                                              |
| ---------------------------------------------------------------------------------- | ---------------------------------------------------------------------------------- | ---------------------------------------------------------------------------------- | ---------------------------------------------------------------------------------- | ---------------------------------------------------------------------------------- | ---------------------------------------------------------------------------------- | ---------------------------------------------------------------------------------- | ---------------------------------------------------------------------------------- | ---------------------------------------------------------------------------------- | ---------------------------------------------------------------------------------- | ---------------------------------------------------------------------------------- | ---------------------------------------------------------------------------------- | ---------------------------------------------------------------------------------- | ---------------------------------------------------------------------------------- |

1. ↑  Weather station is located 5 миль (8 км) from the Bristol city centre.
2. ↑  From 1958–2002, extremes were recorded at Long Ashton. Since 2002, extremes were recorded at Filton.

## Економіка і промисловість
Окрім того, що в Бристолі завжди основною галуззю залишалася морська торгівля, проте останнім часом в місті також розвиваються й інші галузі: аерокосмічна, інформаційна, засобів медіа. В 1998 році ВВП Бристоля становив 6 224 мільйони фунтів стерлінгів. Даний показник ВВП на душу населення найвищий у Великій Британії.
Попри те, що морська торгівля не відіграє такої великої ролі у житті Бристоля і відходить на другий план, проте Бристоль вважається найбільшим імпортером автомобілів у Великій Британії.

## Туристичні пам'ятки
Головною визначною пам'яткою Бристоля є Бристольський собор, в минулому церква абатства св. Августина, що була побудована в XII — XVI століття у готичному стилі, а під час Реформації перетворена на кафедральний собор, який є центром англіканської єпархії Бристоль.

## Галерея

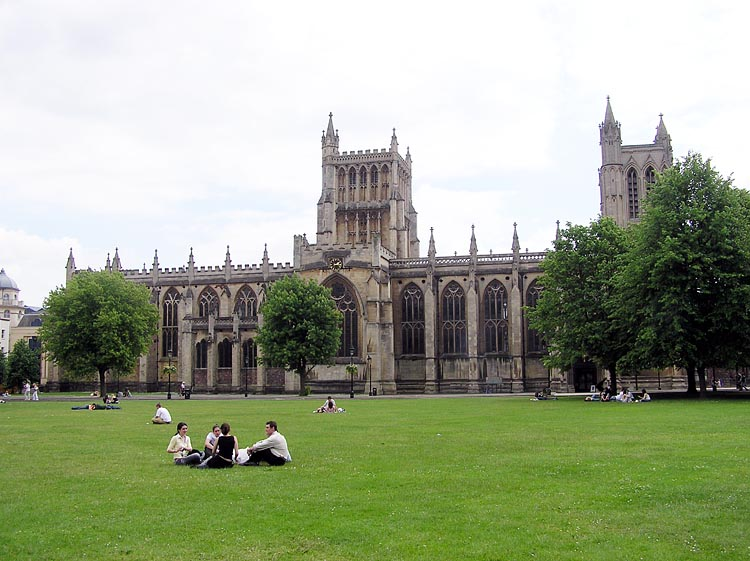
Брістольський собор
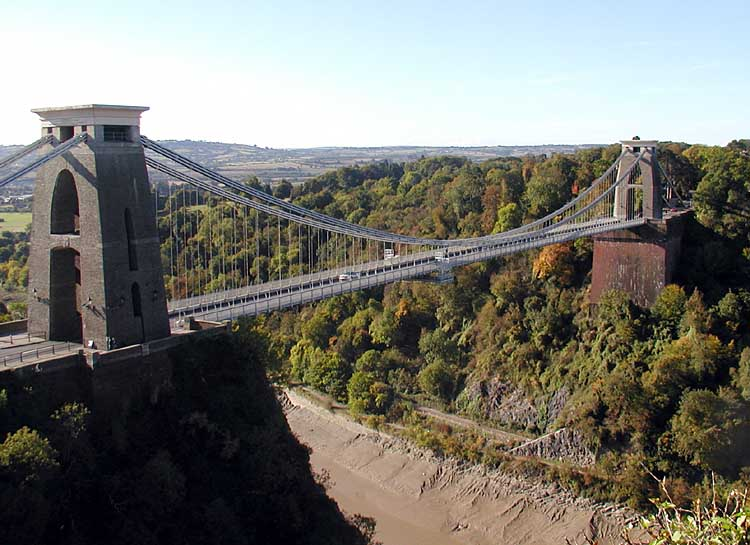
Висячий міст в Кліфтоні
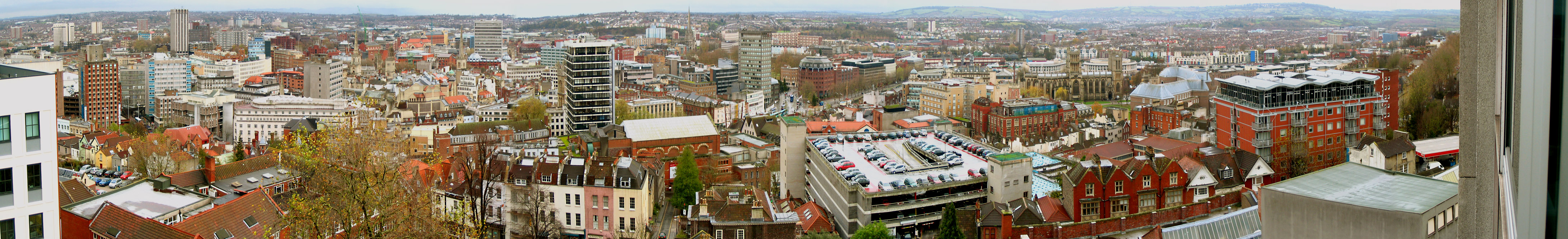
Панорама Бристоля, 2004 р.
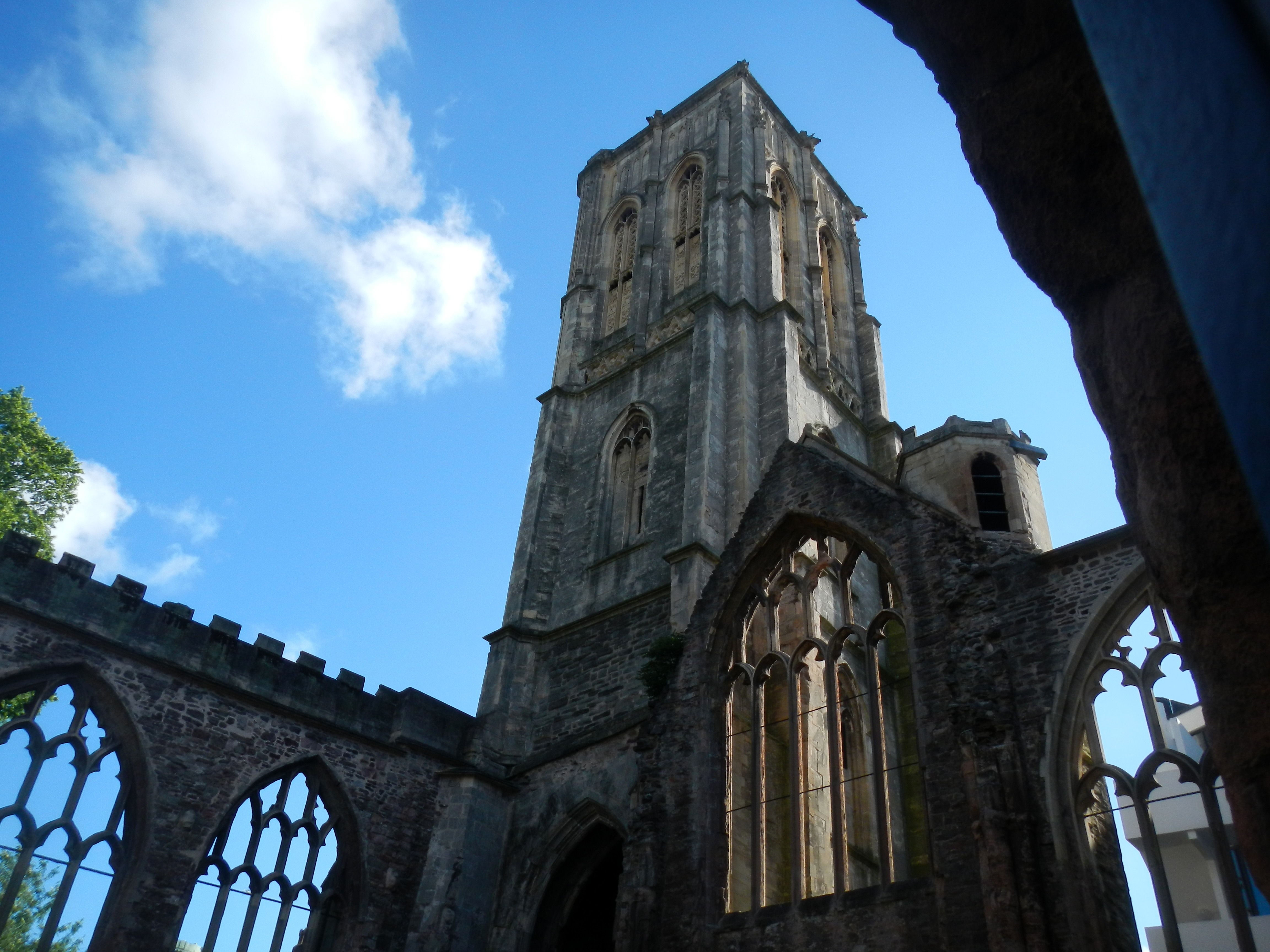
Руїни церкви тамплієрів

## Персоналії
- Вільям Фрізе-Грін (1855—1921) — англійський фотограф та винахідник у галузі кіно та фотографії
- Біллі Армстронг (1891—1924) — британський кіноактор
- Кері Грант (1904—1986) — американський актор англійського походження
- Майкл Редгрейв (1908—1985) — британський актор театру і кіно, режисер, менеджер і письменник
- Джон Лі Томпсон (1914—2002) — англійський театральний актор і кінорежисер
- Девід Проуз (1935—2020) — британський культурист, важкоатлет і актор
- Вероніка Картрайт (*1949) — британська акторка.